# Picão Flor
Picão Flor és una localitat de São Tomé i Príncipe al districte de Cantagalo, a l'est de l'illa de São Tomé i de Santana. La seva població és de 626 (2008 est.). Es troba

## Evolució de la població
| 2001 | 2008 |
| 549  | 626  |